# Veliki komet iz leta 178
Véliki komet iz leta 178 je komet, ki so ga opazili v začetku septembra leta 178 v bližini Sonca.
Opazovalci iz Kitajske so poročali, da je imel komet rep daljši od 70°. Opazovali pa so ga lahko okoli 80 dni s prostim očesom. Rep kometa so opisali kot rahlo rdečkast. Po današnjih izračunih bi moral komet leteti mimo Zemlje na oddaljenosti 0,05 a.e. (okoli 7,5 milijona km). 